# MDR Klassik

Logo von 2003 bis 31. Dezember 2016

Logo bis 2003

MDR Klassik ist das sechste Hörfunkprogramm des Mitteldeutschen Rundfunks (MDR). Der Sender hat am 6. Mai 2002 den Betrieb aufgenommen. Der Kanal sendet ein modernes Zielgruppenprogramm, mit dem zunächst die Möglichkeiten digitaler Übertragung getestet werden sollten. Das breite musikalische Spektrum reicht dabei von traditionell klassischer über zeitgenössische bis hin zu Filmmusik und klassikadaptierten Stücken der U-Musik.
Seit Januar 2017 bündelt der MDR zudem unter der Marke „MDR Klassik“ seine Klassikaktivitäten im Hörfunk und online. Weiterhin beinhaltet die neue Marke auch die Musikensembles (Klangkörper) MDR-Sinfonieorchester, MDR-Rundfunkchor, MDR-Kinderchor, das mehrmonatige Musikfestival MDR-Musiksommer sowie das Musiklabel MDR Klassik.

## Programm
Das Programm besteht aus mehreren moderierten Programmstrecken, darunter einem Liveprogramm in der Zeit von 6 Uhr bis 10 Uhr. Es beinhaltet neben wenigen Eigenproduktionen auch Übernahmen von anderen MDR- und ARD-Programmen. Im Mai 2012 wurde das Programmangebot anlässlich des zehnjährigen Bestehens durch neue Reihen wie „Das Konzert“ und „Das Werk“ ausgebaut.
Rund um die Uhr wird klassische Musik gesendet, teilweise mit Jazz und leichten Pop-Elementen. Einige Programmstrecken werden von MDR Kultur (2004–2016 MDR Figaro) übernommen, von 0:00 Uhr bis 6:00 Uhr ist das ARD-Nachtkonzert zu hören.

### Programm Montag
- 00:05 bis 06:00 Uhr ARD-Nachtkonzert (produziert von BR-Klassik)
- 06:00 bis 10:00 Uhr MDR Klassik am Morgen
- 10:00 bis 12:00 Uhr MDR Klassik am Vormittag
- 12:00 bis 14:00 Uhr MDR Klassik am Mittag
- 14:00 bis 18:00 Uhr MDR Klassik am Nachmittag
- 18:00 bis 19:00 Uhr MDR Klassik Hoffmeisters Empfehlungen
- 19:00 bis 20:00 Uhr MDR Klassik am Abend
- 20:00 bis 22:30 Uhr MDR Klassik – Konzerte international
- 22:30 bis 23:30 Uhr MDR Klassik – Musik Modern
- 23:30 bis 24:00 Uhr MDR Klassik – Nachtmusik

### Programm Dienstag
- 00:05 bis 06:00 Uhr ARD-Nachtkonzert (produziert von BR-Klassik)
- 06:00 bis 10:00 Uhr MDR Klassik am Morgen
- 10:00 bis 12:00 Uhr MDR Klassik am Vormittag
- 12:00 bis 14:00 Uhr MDR Klassik am Mittag
- 14:00 bis 18:00 Uhr MDR Klassik am Nachmittag
- 18:00 bis 19:00 Uhr MDR Klassik Hoffmeisters Empfehlungen
- 19:00 bis 20:00 Uhr MDR Klassik am Abend
- 20:00 bis 22:30 Uhr MDR Klassik – Konzerte in Mitteldeutschland
- 22:30 bis 23:00 Uhr MDR Klassik – MDR-Rundfunkchor
- 23:00 bis 24:00 Uhr MDR Klassik – Nachtmusik

### Programm Mittwoch
- 00:05 bis 06:00 Uhr ARD-Nachtkonzert (produziert von BR-Klassik)
- 06:00 bis 10:00 Uhr MDR Klassik am Morgen
- 10:00 bis 12:00 Uhr MDR Klassik am Vormittag
- 12:00 bis 14:00 Uhr MDR Klassik am Mittag
- 14:00 bis 18:00 Uhr MDR Klassik am Nachmittag
- 18:00 bis 19:00 Uhr MDR Klassik Hoffmeisters Empfehlungen
- 19:00 bis 20:00 Uhr MDR Klassik am Abend
- 20:00 bis 22:30 Uhr MDR Klassik – Konzerte der MDR-Ensembles
- 22:30 bis 23:00 Uhr MDR Klassik – Kammermusik
- 23:00 bis 24:00 Uhr MDR Klassik – Nachtmusik

### Programm Donnerstag
- 00:05 bis 06:00 Uhr ARD-Nachtkonzert (produziert von BR-Klassik)
- 06:00 bis 10:00 Uhr MDR Klassik am Morgen
- 10:00 bis 12:00 Uhr MDR Klassik am Vormittag
- 12:00 bis 14:00 Uhr MDR Klassik am Mittag
- 14:00 bis 18:00 Uhr MDR Klassik am Nachmittag
- 18:00 bis 19:00 Uhr MDR Klassik Hoffmeisters Empfehlungen
- 19:00 bis 20:00 Uhr MDR Klassik am Abend
- 20:00 bis 22:30 Uhr MDR Klassik – Konzert
- 22:30 bis 23:00 Uhr MDR Klassik – Klaviermusik
- 23:00 bis 24:00 Uhr MDR Klassik – Nachtmusik

### Programm Freitag
- 00:05 bis 06:00 Uhr ARD-Nachtkonzert (produziert von BR-Klassik)
- 06:00 bis 10:00 Uhr MDR Klassik am Morgen
- 10:00 bis 12:00 Uhr MDR Klassik am Vormittag
- 12:00 bis 14:00 Uhr MDR Klassik am Mittag
- 14:00 bis 18:00 Uhr MDR Klassik am Nachmittag
- 18:00 bis 19:00 Uhr MDR Klassik Hoffmeisters Empfehlungen
- 19:00 bis 20:00 Uhr MDR Klassik am Abend
- 20:00 bis 22:30 Uhr MDR Klassik – Konzerte international
- 22:30 bis 23:00 Uhr MDR Klassik – Barock & Renaissance
- 23:00 bis 24:00 Uhr MDR Klassik – Nachtmusik

### Programm Samstag
- 00:05 bis 06:00 Uhr ARD-Nachtkonzert (produziert von BR-Klassik)
- 06:00 bis 10:00 Uhr MDR Klassik am Morgen
- 10:00 bis 12:00 Uhr MDR Klassik am Vormittag
- 12:00 bis 14:00 Uhr MDR Klassik am Mittag
- 14:00 bis 18:00 Uhr MDR Klassik am Nachmittag
- 18:00 bis 19:00 Uhr MDR Klassik Hoffmeisters Empfehlungen
- 19:00 bis 20:00 Uhr MDR Klassik am Abend
- 20:00 bis 21:00 Uhr MDR Klassik – Opernmagazin
- 21:00 bis 22:00 Uhr MDR Klassik – Schrammeks Empfehlungen
- 22:00 bis 23:00 Uhr MDR Klassik – Historische Aufnahmen
- 23:00 bis 24:00 Uhr MDR Klassik – Nachtmusik

### Programm Sonntag
- 00:05 bis 06:00 Uhr ARD-Nachtkonzert (produziert von BR-Klassik)
- 06:00 bis 09:00 Uhr MDR Klassik am Sonntagmorgen
- 09:00 bis 10:00 Uhr MDR Klassik – Die Bach-Kantate und geistliche Musik
- 10:00 bis 12:00 Uhr MDR Klassik am Sonntagmorgen
- 12:00 bis 14:00 Uhr MDR Klassik am Sonntagmittag
- 14:00 bis 16:00 Uhr MDR Klassik am Sonntagnachmittag
- 16:00 bis 17:00 Uhr MDR Klassik Hoffmeisters Empfehlungen
- 17:00 bis 18:00 Uhr MDR Klassik am Sonntagnachmittag
- 18:00 bis 19:00 Uhr MDR Klassik am Sonntagabend
- 19:00 bis 19:30 Uhr MDR Klassik – Chormagazin
- 19:30 bis 22:00 Uhr MDR Klassik – Konzerte der MDR Ensembles
- 22:00 bis 22:30 Uhr MDR Klassik – Orgelmagazin
- 22:30 bis 24:00 Uhr MDR Klassik – Nachtmusik

## Empfang
MDR Klassik ist ausschließlich digital zu empfangen, in Mitteldeutschland seit dem 7. Mai 2012 im Standard DAB+. Darüber hinaus ist das Programm deutschlandweit über Kabel (DVB-C) und Satellit (DVB-S) sowie weltweit im Livestream zu empfangen.